# 零削减
零削减是西班牙的一个生态社会主义政党。该党成立于2014年。在2015年西班牙大选和2016年西班牙大选中，该党与绿党—绿色团体共同提出候选名单参选。该党得到西班牙共产主义统一的支持。